# Лойпольц, Мелани
Мелани Лойпольц (нем. Melanie Leupolz; род. 14 апреля 1994, Ванген-им-Алльгой, Баден-Вюртемберг) — немецкая футболистка, полузащитница испанского клуба «Реал Мадрид» и сборной Германии. Чемпионка Европы 2013.

## Карьера

### Клубная
Воспитанница школ клубов «Ратценрид» и «Теттнанг». С 2010 года защищает цвета «Фрайбурга», дебютировала 8 августа 2010 в матче Кубка Германии 2010/11 против «Хегауэра» (7:0), забив первый гол. В сезоне 2011/12 дебютировала в Бундеслиге, сыграв 21 августа 2011 первый матч против «Бад Нойенара» (ничья 2:2) и забив гол на 15-й минуте.

### В сборной
В сборной до 15 лет Мелани дебютировала 15 апреля 2009 против команды Нидерландов, 29 июля 2009 провела первый официальный поединок против Шотландии. С 2009 по 2011 годы защищала цвета сборной Германии до 17 лет, дебютировала 6 сентября 2009 в матче против Израиля (10:0). С 22 по 26 июня 2010 играла на чемпионате Европы в Швейцарии, завоевав бронзовую медаль после победы 3:0 над Нидерландами (забила второй гол сборной на 56-й минуте). С 28 по 31 июля 2011 снова играла на чемпионате Европы, выводила команду как капитан, проиграв в полуфинале Франции по пенальти, но выиграв матч за третье место. С 2011 по 2013 годы выступала за команду до 19 лет, забив четыре гола (первый матч 26 октября 2011 против Швеции, первый гол 2 апреля 2012 в ворота Норвегии). Привлекалась в сборную до 20 лет на чемпионат мира 2012 года в Японии, проиграв 0:1 сборной США в финале. 21 сентября 2013 дебютировала в основной сборной Германии в матче против России, выйдя на замену на 72-й минуте, и забила на 77-й минуте один из девяти голов в ворота россиянок. Не сыграла ни одного матча на чемпионате Европы 2013 года, но стала чемпионкой Европы.

## Достижения
«Челси»
- Финалистка женской Лиги чемпионов УЕФА: 2020/21

Сборная Германии
- Чемпионка Европы: 2013
- Серебряный призёр чемпионата мира до 20 лет: 2012
- Бронзовый призёр чемпионата Европы до 17 лет: 2010, 2011
- Лауреат бронзовой медали Фрица Вальтера 2011[3] и золотой медали 2013[4]